# Sexo (canción)
«Sexo» es una canción de la banda de rock chilena Los Prisioneros compuesta y producida por su vocalista Jorge González, publicada como sencillo en 1985. Apareció en el álbum debut del grupo La voz de los '80, en diciembre de 1984. Es uno de los temas clásicos del grupo y uno de sus mayores éxitos masivos, siendo el sencillo de dicho álbum con mayor difusión radial de la época. La canción critica la relación de la sociedad con el sexo y la pornografía, la culpabilidad de la gente por su consumo y el provecho que sacan las empresas por ello. Musicalmente «Sexo» es una canción new wave de influencia ska.
La canción tuvo dos versiones grabadas en videoclip, la primera no fue aceptada por la EMI, y la otra, ya con más presupuesto, fue aprobada.
En 1998 el video musical fue premiado por el Festival de Cine de La Habana.

## Letra
El tema de la canción no es el sexo ni una crítica a la pornografía en sí, sino a la persona que la consume sin percatarse que es una parte del problema al hacerlo. «El mejor gancho comercial apela a tu liberalidad (...) te la encuentras en la pared, en el anuncio de licor, pegada en un mostrador gritándote a todo color (...) y les sigues el juego y les das tu dinero y te sientes muy hombre y me río en tu cara de tu estupidez».
También plantea la relación de la sociedad con el sexo, y su actual forma de "implicación inmediata y obligatoria" de conjuntar las relaciones sexuales con los sentimientos humanos de los individuos, además el hecho de la valoración contemporánea del mismo, considerándose en la canción implícitamente una especie de "culto idolátrico" o "status populi" a exigir; esto en contraposición de la imagen social que actualmente tienen la castidad o abstinencia sexual, expresamente muy devaluada y minusvalorada, tal como menciona la frase: «Es cotidiano, ya lo ves, ahora la virginidad es una cosa medieval; es tu carnet de madurez, tu pasaporte a la adultez, ella no es una mujer para amar, sino un enemigo al cual doblegar».
La canción fustiga con dureza a los medios escritos de prensa, a través del dinero que invierten en publicidad: «Las rotativas de imprenta ya están empezando a editar más mujeres desnudas. Y tú tienes una cara de cliente fácil».
La dureza de las descripciones impiden dobles lecturas o críticas o negación de una realidad. La mejor crítica a la maldad de la pornografía no es entonces a la pornografía en sí misma, sino que está en la burla al «cliente fácil» que «compra por una promesa de sexo». Así también, la hipocresía con que la sociedad aborda lo sexual y el habitual doble estándar televisivo frente al tema fueron denunciados con acidez e ironía: «El mejor gancho comercial, apela a tu imbecilidad, te trata como un animal, poniendo en claro tu brutalidad».
En una entrevista se le preguntó a Jorge sobre su posición frente al sexo y la moral, y éste respondió: 

«Para nosotros el sexo es algo muy personal y no se tiene que andar pregonando. Y en cuanto a la moral, somos muy prácticos: tratamos de no hacer daño a los demás. Tratamos de sentirnos bien, de sentir cariño, yo diría que somos latinos sobre todo».

El verso «Gamulán que se duerme se lo lleva la corriente, tangente de cuarenta y cinco» fue sacado por Jorge de algunos versos de una canción que compuso tiempo atrás con Claudio Narea, en la época de Los Pseudopillos, titulada «El gamulán», «que es el eslabón entre Los Prisioneros y Los Pseudopillos», dijo Narea. «Según nosotros el gamulán era una ave muy grande que al morir se la cae la piel, la que finalmente cae en poder de los seres humanos y estos lo utilizaban para abrigarse en invierno».

Era un tema similar en estructura de los años cincuenta y a él (Jorge) le pareció lógico mezclarlos. «Sexo» era tan parecido al tema de Los Pseudopillos que Jorge me preguntó qué tal me parecía incluir una parte del tema en «Sexo». Al principio, pensé que estaba bromeando, pero luego le dije que lo hiciera. Me sorprendí mucho al ver la portada del caset La voz de los '80, editada por Fusión, en donde aparecía como coautor de «Sexo». Me dijeron que el tema  «El gamulán» estaba escrito por nosotros dos. Me sentí incómodo y se lo dije a Jorge. En la edición posterior que realizó EMI, en agosto de 1985, ya no aparecí.
Claudio Narea, Mi vida como prisionero, 2009

## Inspiración
«Sexo» es el acercamiento al ska.

Lo bueno que tenía el ska, aparte de que recordaba a la nueva ola, era que sonaba tarriento, y por eso para nosotros era fácil de tocarla. Nuestra batería, la que la hermana de Miguel compró a un señor de una orquesta de cumbias por 13 lucas, sonaba súper tarrienta.
Me llamaba la atención el ska, porque esos grupos tenían gente negra y blanca, que es algo que no se da muy a menudo.
Los blancos hacen la música que hacían los negros hace 20 años.

«Sexo» fue de ese lote de ska, y me acuerdo estar haciendo ese demo en la casa de mi mamá.
Jorge González

## Recepción
«Sexo» fue el único sencillo de La voz de los '80 que entró en las lista de éxitos. En Ecuador fue nombrada canción del Año en 1985  En la revista Vea, que era la que manejaba los rankings musicales nacionales en la época, el tema llegó al puesto N.º 22 o 30, contó González.

## Video musical
Fue el primer videoclip que dirigió Cristián Galaz, a quien habían conocido en 1984. En 1986 Galaz conducía el programa Teleanálisis. El programa se dividía por números y cada uno trataba variados temas; en el Teleanálisis N°13, Cristián Galaz entrevistó a Los Prisioneros, luego en el Teleanálisis N°35 se hizo un reportaje completamente para la banda. Finalmente, en el Teleanálisis N°37 en mayo de 1988, se estrenó el video de «Sexo», el cual fue encargado por EMI a Teleanálisis. Posteriormente, el mismo programa grabaría el video de «Maldito sudaca».
Fue filmado en marzo de 1987 en la casa en calle Beaucheff que arrendó Jorge González cuando se casó con Jacqueline Fresard. En el video aparecen los integrantes del grupo tocando con instrumentos caseros como escobas (simulando ser guitarras), con tambores y otras cosas simulando ser una batería. «Ese video fue muy popular y nos sirvió mucho para promocionarnos, sobre todo en el extranjero, a pesar de haberse hecho más de dos años después de que se publicara el tema. La idea de las escobas fue de Jorge», dijo Claudio.
En 1998 el videoclip fue premiado con el Coral Negro en el Festival Internacional del Nuevo Cine Latinoamericano de La Habana, en Cuba.
El mismo día en que se filmó el video musical, Los Prisioneros grabaron «Antropófago (Pop and Poll)», un tema inédito que fue pensado para aparecer en la banda sonora de la película inacabada Lucho, un hombre violento. Posteriormente la canción apareció en el bootleg Raspando la olla (2006).

## Interpretaciones en vivo
Esta es una de las canciones más recurrentes en los conciertos de Los Prisioneros, en la que Jorge González se caracterizaba por improvisar, agregando versos y/o modificando la letra de la canción.
En sus primeras presentaciones durante los años ochenta, Claudio Narea, antes de interpretar la canción, arrojaba recortes de revistas pornográficas a los miembros de la audiencia y los acusaba sarcásticamente de tener «mentes de alcantarilla».
En el Festival de Viña de 1991, González incorporó la letra de la canción «Fresa salvaje» de Camilo Sesto.
El álbum en directo El caset pirata registra una versión interpretada en Temuco en 1987, en la que González critica y se burla de los admiradores que adoran el estereotipo del hombre de ojos claros, rubio y de acento extranjero, haciendo referencia a Charly Alberti (baterista de Soda Stereo) y Luis Miguel: ¿«...Por qué golpearon a Luis Miguel?, ¿Por qué mandó a la cresta a Luis Miguel?; Charly, mi amor, tu foto en el TV Grama...» (revista de farándula desaparecida en 2015). En esa época, la banda acostumbraba hablar mal de estos y otros artistas a los que la dictadura daba pantalla mientras ellos sufrían censura y persecución.

Ojalá que sea una entrevista personal y salga como esas que le hacen a Gustavo Cerati. Nunca nos entrevistan como a esos gallos o en la onda Luis Miguel. Seguro que dicen: «Voy a entrevistar a Los Prisioneros, entonces no puedo hablar frivolidades».
Jorge González

En el concierto celebrado en el Estadio Nacional en 2001, interpretaron la canción algo más lenta que la original, con una parte intermedia más extensa durante la cual González repartió condones a la audiencia, diciendo «sí, muy rico, se pasa bien, buena onda, pero con condones, muchachos», antes de explicitar su apoyo a una campaña de prevención a raíz del Día Internacional del Sida.
En el Festival de Viña de 2003, «Sexo» fue su canción de apertura. En su improvisación, González criticó la hipocresía del canal anfitrión del evento musical (Canal 13, que era tradicionalmente católico) con los versos: «El curita con la censura en cierto canal de televisión/ luego la mina con las tetas operadas haciendo una propaganda de cerveza (...) El curita hablando del amor de Jesús/ pero cuando torturan y matan se queda callado (...) Y con toda esta tortura, su canal los bolsillos se llenaron». El «curita» al que González se refería era el sacerdote Raúl Hasbún, reconocido colaborador y apologista de la dictadura militar, que en ese entonces tenía una sección habitual en el noticiario central Teletrece a través de la cual pregonaba comentarios de carácter religioso. En esa misma presentación, González cambió también parte de la letra para hacer énfasis en su crítica hacia el medio empresarial, por el dinero que invierte en publicidad, y no tanto en los medios de prensa en sí como en la versión original: «Las rotativas de imprenta ya están empezando a editar más mujeres desnudas (modificado por el chilenismo «piluchas»)/ Y tú tienes una cara de cliente fácil (modificado por «de auspiciador»).
Canal 13, en esos años, se había empeñado en fabricar una nueva fisonomía programática más liberal y competitiva, lo que implicaba mostrar independencia con la Iglesia y la Universidad Católica; una censura habría dañado esta imagen «renovada» del canal católico. Enrique García, entonces director ejecutivo del canal, comentó que «no estábamos preparados para que en la primera canción nos insultaran a nosotros mismos», y agregó que fue «un incidente desagradable que me provocó un profundo dolor».
En su última etapa solista post-Prisioneros, Jorge González solía interpretar la canción haciendo un medley con la cumbia «El bigote», versión que se conoce como «Sexo/El tegobi».